# Ronald de Boer
Ronald de Boer (* 15. května 1970, Hoorn, Nizozemsko) je bývalý fotbalový záložník nebo útočník. Hrál za nizozemskou reprezentaci a několik předních evropských klubů. Spolu s dvojčetem Frankem vytvořil jednu z nejznámějších bratrských dvojic fotbalové historie.

## Klubová kariéra
Na amatérské úrovni působil v klubech De Zouaven (1986–1987) a Lutjebroek (1987–1988), během profesionální kariéry v týmech AFC Ajax (1988–1991 a 1993–1998), FC Twente (1991–1993), FC Barcelona (1998–2000), Rangers FC (2000–2004), Al-Rayyan (2004–2005) a Al-Shamal (2005–2008). Kromě angažmá v Twente hrál bok po boku s dvojčetem Frankem. Ronald de Boer ukončil kariéru 19. března 2008, kdy ze zdravotních důvodů rozvázal smlouvu s katarským Al-Shamal.

## Úspěchy
Jeho největším úspěchem na klubové scéně je triumf v Lize mistrů s Ajaxem v sezóně 1994–1995. Na mezinárodní úrovni nastoupil de Boer k 67 zápasům za Nizozemsko, ve kterých nastřílel 13 branek. Za národní tým nastoupil poprvé v roce 1994, o čtyři roky později patřil k oporám reprezentace na mistrovství světa ve Francii. Na turnaji vstřelil dvě branky, v penaltovém rozstřelu semifinále s Brazílií však neproměnil pokutový kop. Zahrál si i na evropských šampionátech v letech 2000 a 2004. Dvakrát získal ocenění nizozemský fotbalista roku (1994 a 1996).

## Statistiky
- AFC Ajax 224 zápasů/50 branek
- FC Twente 49/22
- FC Barcelona 33/1
- Rangers FC 104/32
- Al-Rayyan ?/3
- Al-Shamal ?/7